# Lago di Mogan
Il lago di Mogan (in turco: Mogan Gölü, anche chiamato Gölbaşı Gölü) è un piccolo lago sito nella provincia di Ankara, in Turchia.

## Geografia
Il lago si trova a 25 chilometri a sud del centro della città di Ankara all'interno del distretto di Gölbaşı a 39° 46 'N e 32°47'30"E. La sponda orientale si trova lungo l'autostrada D-750, che attraversa la Turchia da nord a sud. La sua altezza rispetto al livello del mare è di circa 972 metri e la sua superficie è di circa 5,61 chilometri quadrati. Il lago ha una circonferenza di 14 chilometri e una lunghezza di 11 km, mentre la larghezza media è di 500 metri. La profondità media del lago (nella stagione delle piogge) è di circa 5 metri.

## Geologia
Il lago è un lago alluvionale, e la sua acqua è leggermente salata. Esso è collegato al lago di Eymir. Sia il lago di Mogan che quello di Eymir sono "laghi fissi"; Un'enorme quantità di pietre, ghiaia e ciottoli, vennero trascinate da quello che oggi è il distretto di Elmadağ in una valle antica sotto forma di pile di conglomerato. Gli affluenti sono rigagnoli con portate irregolari. Durante le stagioni piovose, quando il livello aumenta oltre un certo limite l'acqua viene convogliata verso il vicino Lago di Eymir, sito circa 3 chilometri a nord-est. Secondo un rapporto citato da M. Bülent Varlık (ODTÜ'lüler Bülteni N.130 Belleten dell'Università tecnica del Medio Oriente), durante l'alluvione del 1910, il lago Mogan e il lago di Eymir si fusero temporaneamente diventando un unico lago.

## Fauna
A oggi, nel lago di Mogan sono state avvistate 226 specie di uccelli. Il lago è uno dei più importanti terreni di riproduzione al mondo. Sul lago di Eymir, le specie di uccelli più comuni sono la folaga, il germano reale, il moriglione e lo svasso maggiore. Nel lago di Mogan vivono carpe, tinche, esocidae, atherinae, siluridae e gamberi.

## L'area ricreativa
Il lago di Mogan è sempre stato una delle aree per pic-nic di Ankara. Lungo la riva ci sono molti ristoranti, aree di campeggio e posti riservati alla pesca. Il principale pescato è il granchio. Nel 2001 il comune metropolitano di Ankara ha istituito un'area ricreativa denominata Parco del Mogan sulla riva occidentale del lago. La superficie totale del parco è di 601.879 metri quadrati, dove 203.650 metri quadrati sono riservati agli uccelli acquatici in via di estinzione. La lunghezza totale del percorso pedonale nell'area è di 130 chilometri.